# Битка код Финта
Битка код Финта (27. мај 1653) је изузетно важна у историји Румуније.
Сејмени држе победу над козацима и татарима. На тај начин штите Влашку од молдавијско-украјинско-руског утицаја. Битка се водила тачно 10 година од чувеног Јашког сабора и представља покушај Василија Лупуа да се споји са влашћу и Влашком.
Војска влаших сејмена састављена је према подацима ердељских, српских рашана и пољских плаћеника.
После несрећне пропасти сејмена у Влашкој, Бугари из 18. века су се вратили и настанили у ове земље под именом „срби“.